# ワン・バトル・アフター・アナザー
『ワン・バトル・アフター・アナザー』（One Battle After Another）は、2025年公開予定のアメリカ合衆国の映画。監督・製作・脚本をポール・トーマス・アンダーソンが務める。レオナルド・ディカプリオ、レジーナ・ホール、ショーン・ペン、アラナ・ハイム、テヤナ・テイラー、ウッド・ハリス、ベニチオ・デル・トロが出演する。
ワーナー・ブラザース・ピクチャーズの配給で2025年9月26日に米国で公開予定。

## キャスト
- レオナルド・ディカプリオ
- レジーナ・ホール
- ショーン・ペン
- アラナ・ハイム
- テヤナ・テイラー（英語版）
- ウッド・ハリス
- ベニチオ・デル・トロ
- シェイナ・マクヘイル（英語版）
- チェイス・インフィニティ

## 製作
2023年6月、ポール・トーマス・アンダーソンの新作映画の配給権をワーナー・ブラザース・ピクチャーズが獲得した。当初、ホアキン・フェニックス、ヴィゴ・モーテンセン、レジーナ・ホールの出演が噂されていた。2024年1月、レオナルド・ディカプリオ、ショーン・ペン、レジーナ・ホールの出演が決定した。2024年2月、アラナ・ハイム、テヤナ・テイラー、ウッド・ハリス、シェイナ・マクヘイル、チェイス・インフィニティがキャストに加わった。ディカプリオの出演料は2000万ドルとされる。
撮影は、『BCプロジェクト』というワーキングタイトルの下、2024年1月22日までにカリフォルニア州で開始された。ハンボルト郡全域、ユーレカ、アーケータ、カッテン、トリニダードで11日間撮影された。2月3日、製作チームはサクラメントに移り、サクラメント郡庁舎とサクラメント郡裁判所で撮影が行われた。カリフォルニア州アラメダ郡のバークレーでは、撮影のためにホームレステントが撤去され、物議を醸した。2024年6月には、テキサス州エルパソでもロケ撮影が行われた。本作の撮影には、ビスタビジョンカメラおよび35ミリフィルムが使用された。
ジョニー・グリーンウッドが作曲を務める。長編映画でアンダーソンとタッグを組むのは、本作で6度目となる。
2024年2月、アメリカのエンターテインメント専門誌であるバラエティは、製作予算を1億1500万ドルと報じた。同年8月、ウォール・ストリート・ジャーナルが、予算は「1億4000万ドル以上」であるとした上で、アンダーソン監督の最高興行収入映画『ゼア・ウィル・ビー・ブラッド』の興行収入はわずか7600万ドルだったが、「ワーナー幹部らはディカプリオの興行成績が本作の予算を正当化すると述べている」と報じた。また、アンダーソンが以前にトーマス・ピンチョンの『LAヴァイス』を映画化していること挙げ、ピンチョンの『ヴァインランド』からいくらかのインスピレーションを受けているという噂も流れた。本作が『ヴァインランド』にゆるやかに基づいていることは後の試写で確認された。
日本時間の2025年3月21日に初めての映像となる「予告編の予告編」が公開された。

## 公開
当初、米国での公開日は2025年8月8日の予定だったが、製作・配給のワーナー・ブラザーズは公開計画を変更、公開日は9月26日になった。アンダーソンの映画としては初のIMAX公開となる。